# 잭 렉스
재커리 조셉 렉스(Zachary Joseph Reks, 1993년 11월 12일 ~ )는 전 미국의 야구 선수이다.

## 미국 프로야구 시절
2021년에 LA 다저스에 입단하였다.

## 한국 프로야구 시절

### 롯데 자이언츠시절
2022년 7월에 DJ 피터스를 대체할 야수로 영입되었다. 등번호 47번을 사용하는 최초의 외국인 선수가 됐으나 2023년에 17번으로 교체했다. 2023년 7월 11일에 무릎 부상으로 인해 방출됐다.